# رون تومسون
رون تومسون (بالإنجليزية: Ron Thompson)‏ (24 ديسمبر 1921 شفيلد المملكة المتحدة - 1 يناير 1988) هو لاعب كرة قدم بريطاني سابق كان يلعب كمهاجم.